# 채드 헐리
채드 헐리(영어: Chad Hurley, 1977년 1월 24일 ~)은 미국의 인터넷 기업가이다. 유튜브의 공동설립자 3명 중 한 명이다.